# Cobain Unseen
『COBAIN UNSEEN カート・コバーン 知られざる素顔』（Cobain Unseen）は、伝記作家チャールズ・R・クロスにより執筆・編集された、ロックバンド、ニルヴァーナのフロントマンであるカート・コバーンの伝記書籍。

## 概要
主にカート・コバーンの心の暗部にフォーカスを当てた同著者による書籍『Heavier Than Heaven』の発刊後、今度はカート・コバーンのクリエイティヴな部分を中心にフォーカスを当てる、という趣旨のもと作成された。
本書は前作、『Heavier Than Heaven』において、活字媒体では描ききれなかった部分を補うために、写真を数多く掲載した大型書籍という構成形態をとっている。
それまで公開される事の無かったプライヴェートな写真や、カート・コバーンがまだティーン・エイジャーの頃に描いていた絵、長年に渡るコレクション、アート作品や歌詞を書き付けたノートのページなど、活字では伝える事の出来ない様々な品の写真が数多く掲載されている。
また本書には、所々に挟み込みなどの仕掛けが配置されており、それが本書の大きな特徴のひとつとなっている。

## 書誌情報
- ソフトバンククリエイティブ (2009/11/13) ISBN 4797356227